# لاين كينغ
لاين كينغ (بالإنجليزية: Iain King)‏ هو فيلسوف بريطاني، ولد في 1971 في غلوسترشير في المملكة المتحدة.